# Municipio de Equality (Minnesota)
El municipio de Equality (en inglés: Equality Township) es un municipio ubicado en el condado de Red Lake en el estado estadounidense de Minnesota. En el año 2010 tenía una población de 131 habitantes y una densidad poblacional de 1,06 personas por km².

## Geografía
El municipio de Equality se encuentra ubicado en las coordenadas 47°53′58″N 95°45′49″O / 47.89944, -95.76361. Según la Oficina del Censo de los Estados Unidos, el municipio tiene una superficie total de 123.48 km², de la cual 123,42 km² corresponden a tierra firme y (0,05 %) 0,06 km² es agua.

## Demografía
Según el censo de 2010, había 131 personas residiendo en el municipio de Equality. La densidad de población era de 1,06 hab./km². De los 131 habitantes, el municipio de Equality estaba compuesto por el 99,24 % blancos, el 0,76 % eran afroamericanos. Del total de la población el 3,05 % eran hispanos o latinos de cualquier raza.